# Gräf & Stift
Gräf & Stift était un constructeur autrichien d'automobiles, camions, autobus et trolleybus.
C'est dans une automobile de cette marque que l'archiduc François-Ferdinand d'Autriche et sa femme ont été assassinés lors de l'attentat de Sarajevo en 1914,.

## Histoire
Les frères Gräf ouvrent une boutique de cycles à Vienne en 1893, rapidement transformée en atelier de fabrication. Ils construisent leur première automobile en 1898, une voiturette avec un moteur un cylinde De Dion-Bouton.
L'entreprise Gräf & Stift est fondée en 1902.
L'archiduc François-Ferdinand d'Autriche et son épouse sont assassinés à Sarajevo en juin 1914 alors qu'ils se trouvent dans une automobile Gräf & Stift Type 28/32 PS du lieutenant-colonel Franz von Harrach (de).
En 2001 l'entreprise est devenue une filiale du constructeur MAN.

## Postérité
Une rue de Vienne, Gräfweg, a été nommée en 1988 en l'honneur des fondateurs de la firme Gräf & Stift : Heinrich Gräf (1877–1943), Karl Gräf (1871–1939) et Franz Gräf (1874–1940).
Il existe un musée Gräf & Stift qui expose des modèles de la marque.

## Galerie

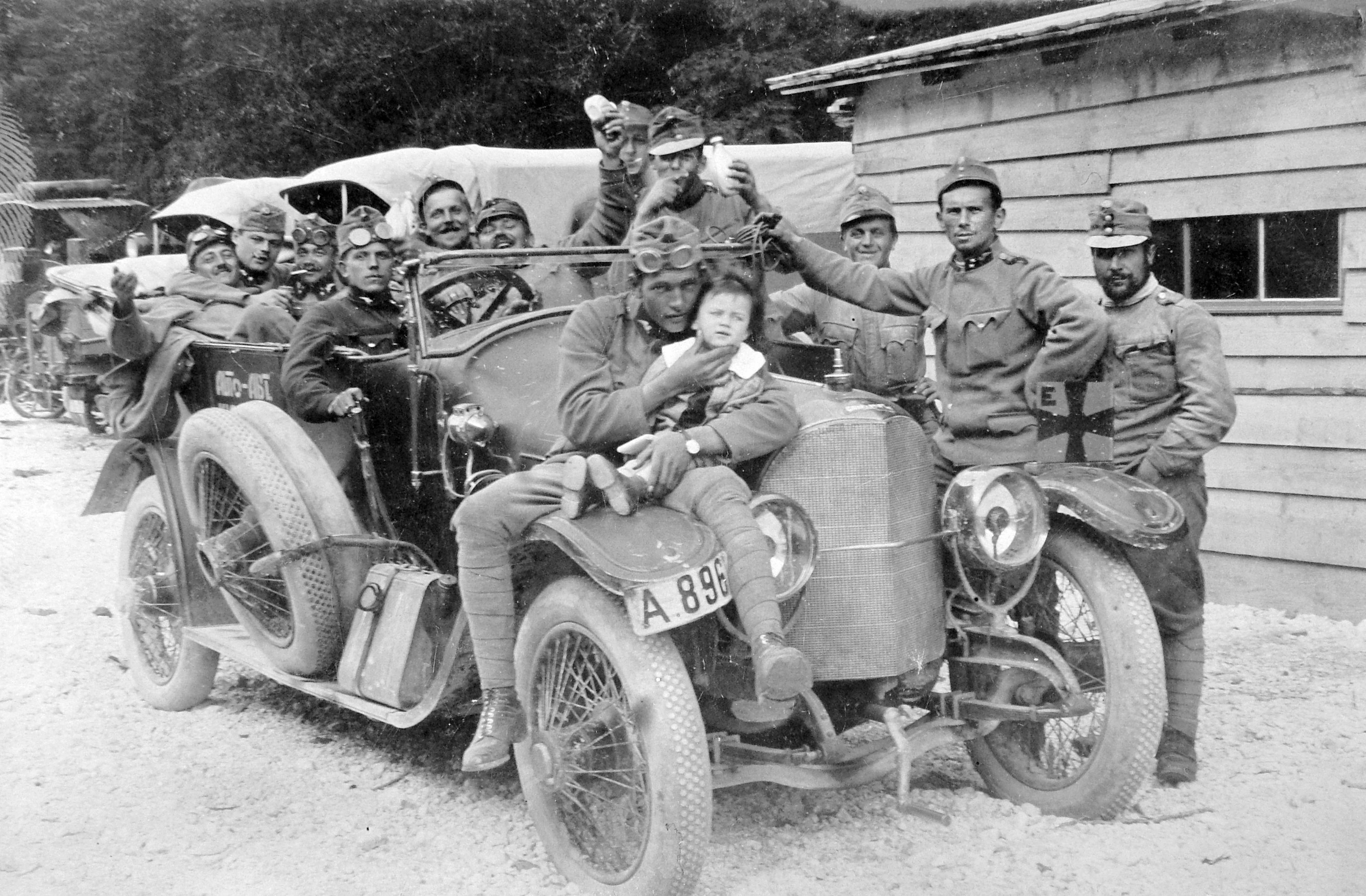
Automobile Gräf & Stift pendant la Première Guerre mondiale.
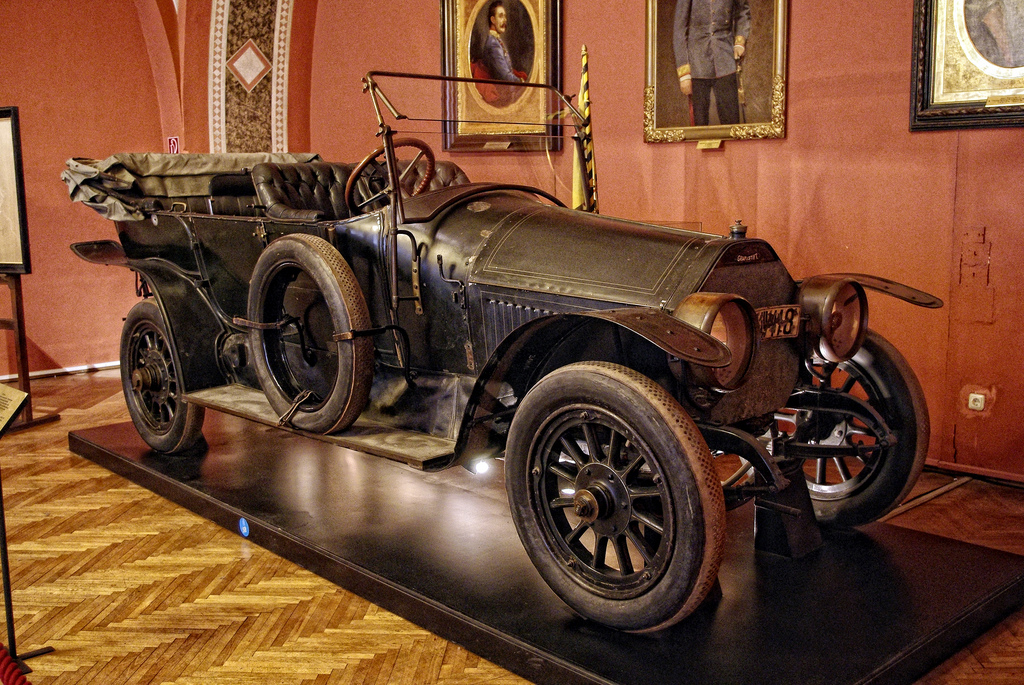
L'automobile dans laquelle l'archiduc a été assassiné lors de l'attentat de Sarajevo (musée de Vienne).
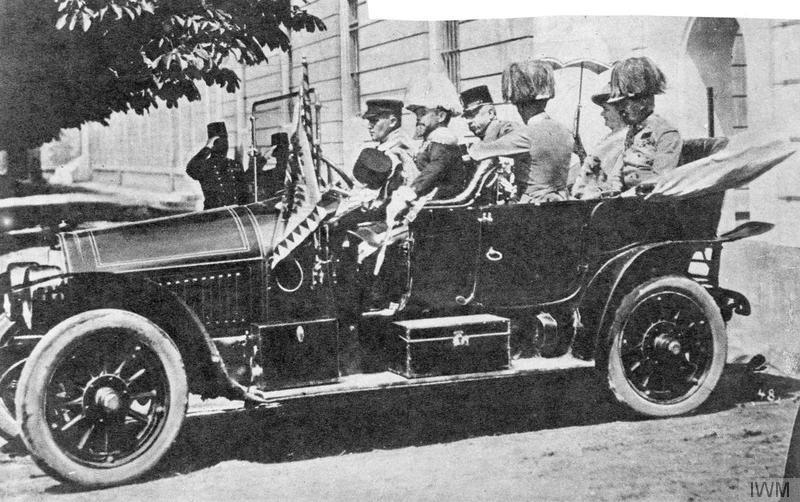
L'archiduc dans l'automobile peu avant son assassinat.
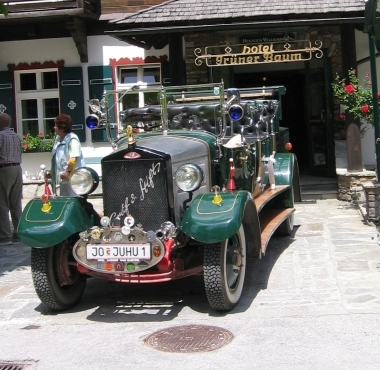
Modèle de 1928
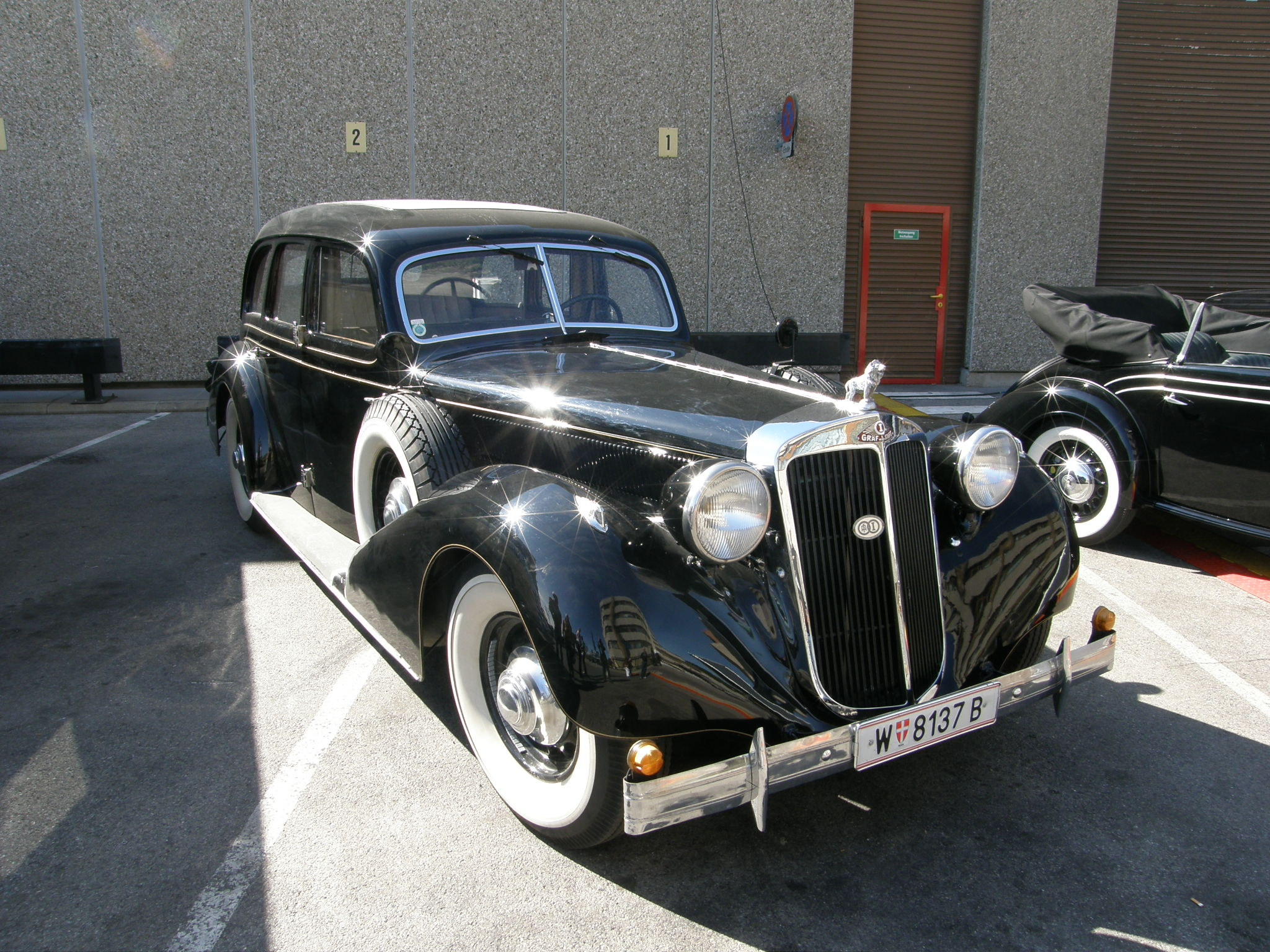
Gräf & Stift C12
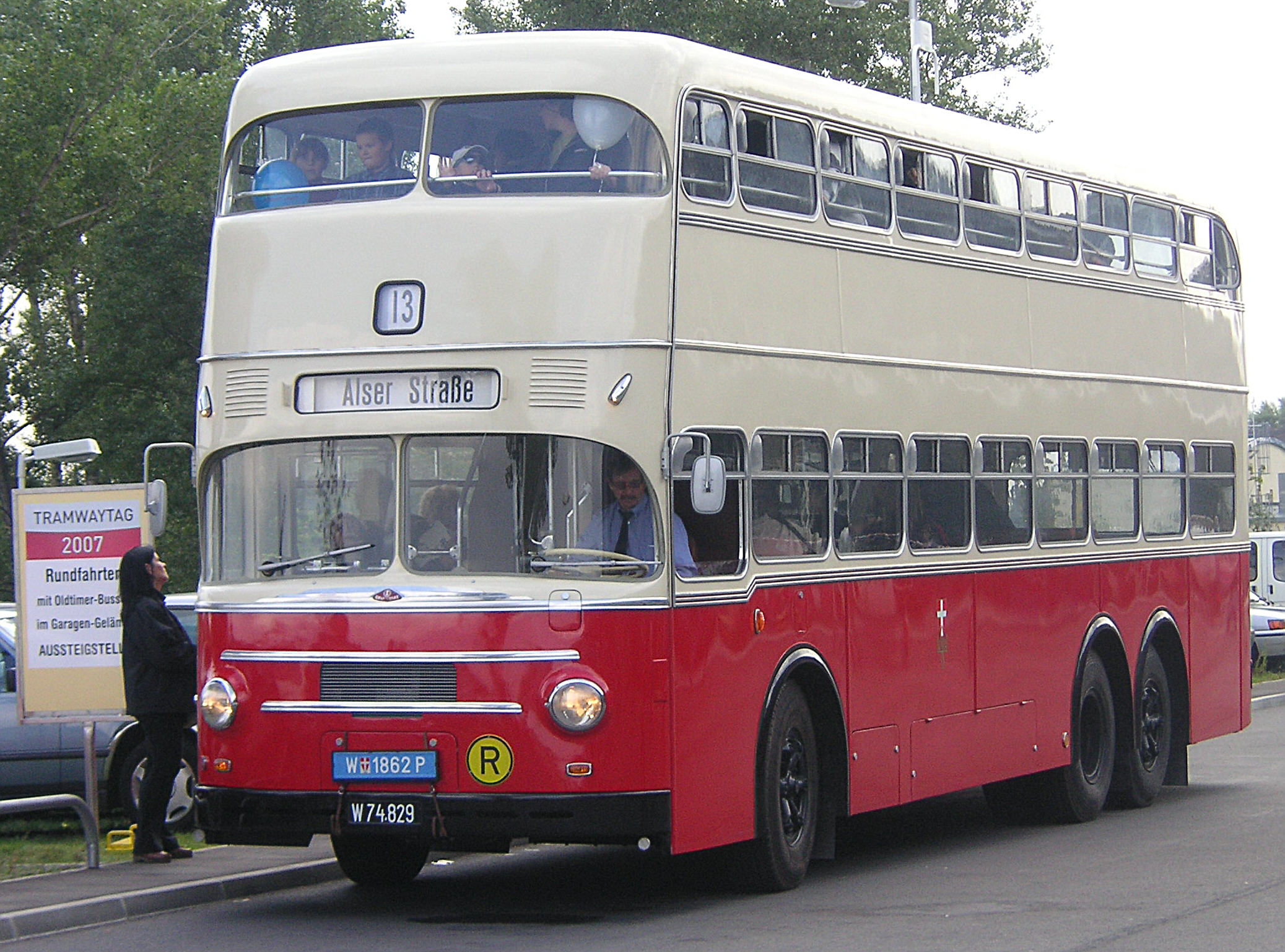
Autobus Gräf & Stift.

Modèles :

- Gräf&Stift SP 8 30/120 [5]
- Gräf&Stift VK 1 7/20
- Gräf&Stift S 3 23/90
- Gräf&Stift MF6 (Equivalent à la Citroën Rosalie 15 CV; Construit sous licence à partir de fin 1933) [6]
- Gräf&Stift Gräf-Ford V8; Chez Gräf & Stift à Vienne, environ 150 unités de la Ford V8  ont été construites sous licence en 1937 et 1938 sous le nom de Gräf-Ford V8[7].

## Production Gräf&Stift
- En 1927, environ 300 camions ont été produits [8]